# Serkan Sözmen
Serkan Sözmen (* 2. Juni 1989 in Istanbul) ist ein türkischer Fußballspieler.

## Karriere
Sözmen kam im Istanbuler Stadtteil Bakırköy auf die Welt und begann hier mit dem Vereinsfußball in der Jugend von Galatasaray Istanbul. Zur Saison 2013/14 verließ Sözmen die Nachwuchsabteilung Galatasarays und wechselte mit einem Profivertrag ausgestattet in die TFF 3. Lig zum Absteiger Orhangazispor. Nach zwei Jahren bei diesem Verein wechselte er innerhalb der Liga zu Kırklarelispor. Bei diesem eroberte er sich auf Anhieb einen Stammplatz und beendete die Saison 2010/11 mit diesem als Meister der TFF 3.Lig und damit auf Aufsteiger in die TFF 2. Lig.
Zur Saison 2016/17 wurde Sözmen vom Drittligisten Bandırmaspor verpflichtet. Im Sommer 2016 wurde er mit diesem Klub Play-off-Sieger der TFF 2. Lig und stieg damit in die TFF 1. Lig auf. Nach vier Jahren für Bandırmaspor verließ Sözmen diesen Verein und wechselte zum Drittligisten Altay İzmir.

## Erfolge
Mit Kırklarelispor
- Meister der TFF 3. Lig und Aufstieg in die TFF 2. Lig: 2010/11

Mit Bandırmaspor
- Play-off-Sieger der TFF 2. Lig und Aufstieg in die TFF 1. Lig: 2015/16

Mit Altay İzmir
- Meister der TFF 2. Lig und Aufstieg in die TFF 1. Lig: 2017/18